# Colle dell'Urina
Il Colle dell'Urina (2.529 m s.l.m. - Col d'Urine in francese) è un valico alpino tra l'Italia e la Francia, all'interno del gruppo Bucie-Cornour.

## Caratteristiche
Il colle si trova tra il monte Palavas (a sud-ovest) ed il Pic de Malaura (a nord-est). Il versante italiano è compreso nella Val Pellice mentre quello francese dà sul Queyras.

## Accesso
Dal versante italiano è possibile salire al colle partendo dal rifugio Willy Jervis alla conca del Pra. Dal versante francese si sale al colle partendo dalla frazione Le Roux di Abriès. Si trova lungo il percorso della variante C del GR 58, uno degli itinerari francesi di Grande Randonnée.